# اوتارو ۴۴۹۱
سیارک ۴۴۹۱ (به انگلیسی: 4491 Otaru، نامگذاری:1988RP) چهار هزار و چهارصد و نود و یکمین سیارک کشف شده‌است که در ۷ سپتامبر ۱۹۸۸ کشف شد.
قدر مطلق سیارک برابر ۱۳٫۱۰ است.